# Río Barima
El río Barima es un río que desemboca directamente en el océano Atlántico, en la Boca Grande del río Orinoco en (Venezuela), y que por eso a veces se considera parte de la cuenca del Orinoco. 
Se origina en Guayana Esequiba, fluyendo aproximadamente 380 km antes de entrar en Venezuela cerca de 90 km de la Boca Grande.
Mabaruma y Koriabo son comunidades de la región de Barima-Waini ubicadas en el río Barima.
- Datos: Q2580889
- Multimedia: Barima River / Q2580889